# Quand les tambours s'arrêteront
Pour plus de détails, voir Fiche technique et Distribution.
Quand les tambours s'arrêteront (titre original : Apache Drums) est un western américain réalisé par Hugo Fregonese, sorti en 1951.

## Synopsis
En 1880, les Apaches Mescaleros, à l'instigation de leur chef Vittorio, sont sur le sentier de la guerre aux abords de la frontière entre les États-Unis et le Mexique. Dans cette zone se trouve la petite ville américaine de Spanish Boot, dont le maire Joe Madden expulse le joueur professionnel Sam Leeds qui vient d'abattre, en état de légitime défense, un autre joueur. Madden expulse dans le même temps les prostituées de la ville, que Leeds parti après elles retrouve non loin de là, massacrées par les Apaches. Il revient alors à Spanish Boot pour prévenir les citoyens du danger. Joe Madden ne le croit pas quand arrive la diligence qui a été attaquée, les passagers sont morts. Joe Madden envoie un messager au fort, il est tué, jeté dans l'unique puits . Sam organise alors une périlleuse corvée d'eau dans un canyon. Un petit détachement militaire arrive au village. Les Mescaleros attaquent, les habitants se réfugient dans l'église et, au son des tambours apaches, repoussent les assaillants jusqu'à l'aube. Au moment où la porte en flammes cède la cavalerie arrive.

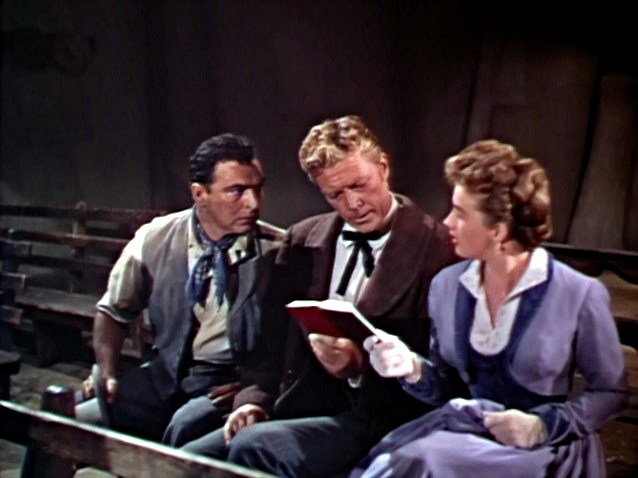
Stephen McNally, Willard Parker et Coleen Gray

## Fiche technique
- Titre français : Quand les tambours s'arrêteront
- Titre original : Apache Drums
- Réalisateur : Hugo Fregonese
- Scénario : David Chandler, d'après le roman Stand at Spanish Boot de Harry Brown
- Photographie : Charles P. Boyle
- Montage : Milton Carruth
- Musique : Hans J. Salter
- Directeurs artistiques : Robert Clatworthy et Bernard Herzbrun
- Décors de plateau : A. Roland Fields et Russell A. Gausman
- Costumes : Bill Thomas
- Producteur : Val Lewton[1], pour Universal Pictures
- Format : Couleurs (Technicolor)
- Genre : Western
- Durée : 75 minutes
- Date de sortie : 
  - États-Unis : avril 1951
- Affiche : Constantin Belinsky (France)

## Distribution
- Stephen McNally (VF : Claude Bertrand)  : Sam Leeds
- Coleen Gray  (VF : Renée Simonot)  : Sally
- Willard Parker  (VF : Marc Cassot)  : Le maire Joe Madden
- Arthur Shields (VF : Paul Villé)  : Le révérend Griffin
- James Griffith  (VF : Lucien Bryonne)  : Le lieutenant Glidden
- Armando Silvestre (VF : Roger Till) : Pedro / Peter
- Georgia Backus  (VF : Cécile Didier)  : Mme Keon
- Ray Bennett (VF : Jean Gournac) : M. Keon
- James Best : Bert Keon
- Clarence Muse (VF : Lud Germain)  : Jehu
- Ruthelma Stevens  (VF : Sylvie Deniau)  : Betty Careless
- Chinto Guzman  (VF : Jean-Henri Chambois)  : Chaco
- George Lynn  (VF : Jean Berton)  : Le barman
- Monte Montague (non crédité) : un rancher